# Мауро Каморанези
Мауро Херма̀н Каморанези Сера (на италиански: Mauro Germán Camoranesi Serra, Херман на испански) е италиански футболист-национал, полузащитник от аржентински произход.
Най-често играе като дясно крило, но също така е използван и като централен полузащитник. Притежава отлично центриране, дрибъл и контрол над топката.

## Кариера
Каморанези е юноша на аржентинския Клуб Атлетико Алдовиси. През 1996 започва професионалната си кариера в Сантос Лагуна (22 мача 8 гола). През сезон 1997 - 1998 г. играе в Банфийлд (38 мача 16 гола). От 1998 до 2000 играе в Крус Асул (78 мача с 32 гола). От 2000 г. до 2002 г. играе в ФК Верона (51 мача, 7 гола). От 2002 г. е играч на ФК Ювентус, като неговото преминаване в Ювентус е финализирано на 26 юни 2003 за сумата от 9,3 милиона евро (към 13 юли 2009 г., 198 мача, 29 гола).
На 2 февруари 2011 подписва двегодишен договор с аржентинския отбор Ланус, с опция да стане треньор на младежката формация след изтичането му.
Дебютира в националния отбор на своята страна през 2003 и има изиграни 55 мача и 5 гола. След Световното първенство през 2010 се отказва от Националния отбор на Италия.